# Sociedade de propósito específico
Uma sociedade de propósito específico (SPE), é uma sociedade empresária cuja atividade é bastante restrita, podendo em alguns casos ter prazo de existência determinado, normalmente utilizada para isolar o risco financeiro da atividade desenvolvida.
O seu objeto social deverá estar limitado à atividade que irá exercer. Ela se assemelha aos consórcios societários, por haver uma reunião de pessoas jurídicas, com a finalidade de desenvolver uma atividade específica, entretanto, diferentemente do consórcio, a Sociedade de Propósito Específico tem personalidade jurídica e deve ser constituída sob a forma de sociedade empresária limitada ou sociedade anônima, submetendo a toda a legislação do tipo societário escolhido.
As SPEs são utilizadas, por exemplo, para grandes projetos de engenharia, com ou sem a participação do Estado, como, na construção de usinas hidroelétricas, redes de transmissão ou nos projetos de Parceria Público Privadas (PPP) ainda recentes no Brasil. Todavia, pode-se utilizar a SPE para qualquer tipo de empreendimento específico, não importando o porte. 